# جيرالد زيمارمان
جيرالد زيمارمان (بالهولندية: Gerald Zimmermann)‏ هو لاعب كرة قدم هولندي، ولد في 16 يناير 1973. شارك مع منتخب أروبا لكرة القدم.

## وصلات خارجية
- جيرالد زيمارمان على موقع قاعدة بيانات كرة القدم.إي يو (الإنجليزية)
- جيرالد زيمارمان على موقع ناشيونال فوتبول تيمز (الإنجليزية)